# ثؤلول معنق
ثُؤْلُولٌ مُعَنَّق (بالإنجليزية: Acrochordon)‏أو طغوة جلدية هو ورم حميد صغير والتي توجد أساساً في المناطق التي يتشكل فيها التجاعيد، مثل الرقبة والإبط وأعلى الفخذ. وقد تحدث أيضاً على الوجه، وعادةً على الجفون. وهي غير مؤذية وغير مؤلمة، وغالباً لا تتغير بمرور الوقت. وقد يصل طولها إلى نصف إنش. وعادةً ما تكون بحجم حبة الأرز.